# Hans Streeck
Hans Streeck (* 11. August 1905 in Bremerhaven; † 27. Juni 1963) war ein deutscher Chemiker, Manager und SS-Funktionär.

## Leben
Hans Streeck war Sohn eines Kapitäns. Er studierte zuerst Chemie in Jena und dann in München, wo er 1931 promovierte. Anschließend arbeitete er als Assistent in Erlangen und Leipzig. Von November 1933 bis Ende März 1935 war er Mitglied der SA und wechselte dann in die SS. Ab Juni 1934 arbeitete er im Alizarin-Hauptlabor der I.G. Farben im Werk Hoechst unter dem überzeugten Nationalsozialisten und fanatischen Antisemiten Georg Kränzlein. Als Betriebsassistent wechselte er 1936 in den Zentralversuchsraum und war anschließend in unterschiedlichen Bereichen mit betriebstechnischen und wissenschaftlichen Aufgaben betraut.
Nach dem Ende der Aufnahmesperre beantragte Streeck Mitte August 1937 die Aufnahme in die NSDAP und wurde dort zum 1. Mai 1937 Mitglied. Anfang 1938 war er als SS-Schulungsleiter bei der 2. SS-Standarte eingesetzt.
Im Rahmen des Schnellplans wurde Streeck im Zweiten Weltkrieg Mitarbeiter des IG-Farben-Vorstandsmitglieds Otto Ambros. 1942 war er an der Planung und dem Aufbau des I.G.-Werkes Auschwitz beteiligt, zwei Jahre später wurde er dort Abteilungsleiter der im Aufbau befindlichen Zwischenprodukte-Abteilung. Er war in dieser Zeit Mitglied der DChG und des VdCh. Zum 21. Januar 1945 verlor er mit der Aufgabe des Werkes Auschwitz seine Tätigkeit.
Streeck sprach 1953 direkt den Vorstandsvorsitzenden der Hoechst AG, Karl Winnacker, an, da er Ressentiments der Personalabteilung wegen seiner nationalsozialistischen Vergangenheit vermutete. Winnacker ebnete den Weg, sodass Streeck ab Januar 1954 für die Hoechst-Tochter Kalle AG angestellt wurde. Im gleichen Jahr wurde er dort Prokurist und Anfang 1955 Direktor. 1956 wurde er stellvertretendes Mitglied des Vorstands und 1957 ordentliches Vorstandsmitglied. Zum Zeitpunkt seines Todes 1963 war Streeck Sprecher des Vorstandes von Kalle und Vorsitzender des Aufsichtsrats der Papierfabrik Hoffmann und Engelmann AG in Neustadt.
In der Vorbereitungsphase zum ersten Frankfurter Auschwitzprozess war Streeck als einer der Zeugen der Anklage geladen.
Hans Streeck war mit Theda, geborene Leuß (1909–1990) verheiratet. Aus der Ehe gingen vier Kinder hervor, darunter Rolf-Eberhard Streeck und Ulrich Streeck.

## Veröffentlichungen (Auswahl)
- Verdünnungswärmen einiger zwei-ein-wertiger Salze in großer Verdünnung bei 25 °C. Akademische Verlagsgesellschaft, Leipzig 1931.
- gemeinsam mit Burckhardt Helferich und Arnd Iloff: Über Emulsin. XIV. Zur fermentativen Spaltung von Aminoglucosiden. In: Hoppe-Seyler’s Zeitschrift für physiologische Chemie, Verlag Walter de Gruyter, Berlin 1934, Band 226, S. 258 ff.
- gemeinsam mit Heinrich Vollmann, Hans Becker und Martin Corell: Beiträge zur Kenntnis des Pyrens und seiner Derivate. In: Annalen der Chemie, 531. Band, 1937.